# Gledališče Šote Rustavelija
Akademsko gledališče Šote Rustavelija (gruzinsko შოთა რუსთაველის სახელობის აკადემიური თეატრი, Šota Rustavelis sahelobis akademiuri teatri) je največje in eno najstarejših gledališč Gruzije, ki se nahaja glavnem mestu Tbilisiju, in sicer na aveniji Rustaveli. Gledališče deluje v rokokjsko okrašeni zgradbi iz leta 1887. Od leta 1921 nosi ime gruzijskega nacionalnega pesnika Rustavelija.

## Zgodovina in arhitektura
Stavba je bila odprta leta 1887 kot "Društvo umetnikov". Na zahtevo društva je bilo več slavnim umetnikom naročeno, da poslikajo freske na stenah in stropih kleti. Med temi umetniki sta bila ugledna gruzijska slikarja Lado Gudiašvili in David Kakabadze ter gledališki scenograf Serge Sudeikin, ki je znan po svojem delu za ruske balete in Metropolitansko opero. Sčasoma sta se projektu pridružila še dva pomembna gruzijska slikarja, Mose in Iracly Toidze. Mojstrovine, ki so nekoč krasile spodnji nivo gledališča Rustaveli, so bile v času sovjetske vladavine prebeljene, kasneje pa je bil obnovljen le majhen del fresk.
Leta 1921 se je stavba preimenovala v gledališče Šote Rustavelija. Gradnjo gledališča je financiral Aleksander Mantašev, zasnovala pa sta ga Cornell K. Tatiščev in Aleksander Szymkiewicz, mestni arhitekt v Tbilisiju.
Od leta 2002 do 2005 je bilo gledališče temeljito prenovljeno; prenovo je v veliki meri financiral gruzijski poslovnež Bidzina Ivanišvili.

### Zmogljivosti
V gledališču se nahajajo trije odri, med njimi glavni oder (približno 800 sedežev), mali oder (283 sedežev) in gledališče "Black Box" (182 sedežev), ki je namenjeno eksperimentalnim predstavam. Gledališče je na voljo tudi za konference in prireditve, prav tako so v njem velika in manjša plesna dvorana ter majhno preddverje.

## Galerija
- Zgodnja fotografija gledališča Rustaveli.
- Rokokojski strop
- Niše za občinstvo v glavni dvorani
- Niše za občinstvo in okrašen strop.